# Levan Varsjalomidze
Levan Varsjalomidze (Georgisch: ლევან ვარშალომიძე) (Batoemi, 17 januari 1972) is een Georgische politicus. Van 2004 tot 2012 was hij leider van de Georgische autonome republiek Adzjarië, in de hoedanigheid van voorzitter van de regering.

## Biografie
Varsjalomidze behoort tot een invloedrijke familie uit Adzjarië. Zijn vader Goeram Varsjalomidze was directeur van het staatsoliebedrijf van Georgië en in de jaren 1990 was hij voorzitter van de Raad van Ministers van Adzjarië.
Na de middelbare school in Batoemi te hebben doorlopen, studeerde Varsjalomidze van 1989 tot 1994 rechtsgeleerdheid aan de Universiteit van Kiev. Ook studeerde hij aan het Instituut voor Mensenrechten in Straatsburg (1992), de Academie voor Europees Recht in Florence (1993) en aan het Instituut voor Internationaal Publiekrecht en Internationale Betrekkingen in Thessaloniki (1993). In 1999 promoveerde hij met specialisaties in internationaal privaatrecht, familierecht en civielrecht aan de Universiteit van Kiev.
Tussen 1998 en 2000 was Varsjalomidze hoofd van het kantoor voor bilaterale betrekkingen, een onderdeel van het Georgische Ministerie van Buitenlandse Zaken. Hierna was hij tot 2002 de voorzitter van de uitvoerende afdeling van het Georgische Ministerie van Justitie. In 2002 was hij directeur van de juridische afdeling op het Georgische Ministerie van Economische Zaken. In maart deed hij wetenschappelijk onderzoek bij de afdeling Internationaal Privaatrecht aan het Recht- en Staatsinstituut van Georgië. Tussen 2002 en 2004 was hij partner van het bedrijf Damenia, Varsjalomidze, Nogaideli en Kavtaradze. In 2004 was hij korte tijd de directeur van de Georgische spoorwegen. 
Na het beëindigen van de Adzjarië crisis in mei 2004, waarbij de problematische Adzjaarse leider Aslan Abasjidze door de centrale regering in Tbilisi met Russische druk uit zijn functie werd gezet, benoemde president Micheil Saakasjvili Varsjalomidze tot voorzitter van de regering van Adzjarië. Op 20 juli 2004 ging de Raad van Ministers van Adzjarië hiermee akkoord. Varsjalomidze werd na de door Verenigde Nationale Beweging verloren parlementsverkiezingen van oktober 2012 opgevolgd door Artsjil Chabadze, een loyalist uit het zakelijke imperium van Georgische Droom leider Bidzina Ivanisjvili, de winnaar van die verkiezingen. President Saakasjvili bedankte Varsjalomidze voor het op de rails krijgen van de in 2003 tot dictatuur gedegradeerde autonome republiek.
Varsjalomidze spreekt vloeiend Georgisch, Engels en Russisch.